# Науман, Эрих
Эрих Науман (нем. Erich Naumann; 29 апреля 1905, Майсен, Саксония, Германская империя — 7 июня 1951, Ландсбергская тюрьма) — бригадефюрер СС, генерал-майор полиции, командир айнзацгруппы B, руководитель полиции безопасности и СД в Нидерландах.

## Биография
Эрих Науман родился 29 апреля 1905 года в Майсене. С 1911 по 1921 год посещал среднюю школу в родном городе. С 1921 году учился коммерции, работал торговым представителем и до октября 1933 года был доверенным лицом одной из фирм в Майсене.
1 ноября 1929 года вступил в НСДАП (билет № 170257). 1 февраля 1930 года стал членом Штурмовых отрядов (СА). С 1934 года был директором высшей школы СА в Дрездене. В рядах штурмовиков дослужился до звания оберштурмбаннфюрера СА. 3 июля 1935 году после того, как произошла «Ночь длинных ножей», в результате которой был уничтожен руководящий состав штурмовых отрядов вместе с Эрнстом Рёмом, Науман перешёл из СА в СС (№ 107496). В то же время он поступил на службу в СД и до лета 1936 года был начальником одного из отделений 3-го ведомства (контрразведка) под руководством Хайнца Йоста в главном управлении СД в Берлине. С июня 1936 и до 30 сентября 1937 года руководил секцией СД «Франкония» в Нюрнберге, а с 1 октября 1937 года до 30 сентября 1938 года — секцией СД «Север» в Штеттине, и одновременно  с марта 1938 года — секцией СД «Австрия» в Вене. С 1 августа 1938 был руководителем главной секции СД «Восток» в Берлине.
В сентябре 1939 года возглавил айнзацгруппу 6, действующей в Польше в рамках операции «Танненберг». В задачи айнзацгрупп входила «борьба со всеми антигосудартвенными „элементами” в тылу сражающихся войск» и уничтожение польской интеллигенции. С 8 октября 1939 года по 4 сентября 1943 года был инспектором полиции безопасности и СД в Берлине, но с января 1941 по апрель 1943 года в связи с военной службой лишь формально занимал эту должность. С 8 мая 1940 по 15 марта 1941 года проходил службу в 3-й танковой дивизии СС «Мёртвая голова», в составе которой участвовал во Французской кампании.
После нападения Германии на Советский Союз до октября 1941 года состоял в штабе айнзацгруппы B, который располагался сначала в Минске, а потом в Смоленске. С 1 ноября 1941 по 1 марта 1943 года был командиром айнзацгруппы B, действовавшей в тылу группы армий «Центр». В марте 1942 года в ходе массовых расстрелов евреев и цыган было уничтожено 3500 человек. В декабре 1942 года Науман сообщил в Берлин, что подразделение ликвидировало 134 298 человек.
С марта 1943 и до 4 сентября 1943 года был инспектором полиции безопасности и СД во 2-м военном округе в Штеттине. С 4 сентября 1943 по 19 мая 1944 года был руководителем полиции безопасности и СД в оккупированных Нидерландах, а также личным представителем местного рейхскомиссара. С 1 июня 1944 по 20 апреля 1945 года занимал должность инспектора полиции безопасности и СД в 13-м военном округе в Нюрнберге.

### После войны
По окончании войны был арестован в мае 1945 года в Баварии американскими войсками, но вскоре освобожден, так как представился Рудольфом Бергеном. После освобождения работал в сельском хозяйстве в Кирхвайдахе, пока в апреле 1947 года не был идентифицирован и арестован вновь. Науман был одним из обвиняемых на процессе по делу об айнзацгруппах, на котором 10 апреля 1948 года был приговорён к смертной казни через повешение. 7 июня 1951 года приговор был приведён в исполнение в Ландсбергской тюрьме.

## Награды
- Железный крест 2-го и 1-го класса[8]
- Крест «За военные заслуги» 2-го и 1-го класса с мечами[8]
- Кольцо «Мёртвая голова»[8]
- Почётная шпага рейхсфюрера СС[8]